# Belén de Choquecota
Belén de Choquecota is een plaats in het departement Oruro, Bolivia. Het is naar aantal inwoners de vierde grootste plaats van de gemeente Huayllamarca, gelegen in de Nor Carangas provincie (identisch met de gemeente).
In de provincie Nor Carangas spreekt 96 procent van de bevolking het Aymara.

## Bevolking
| Jaar | Populatie |
| ---- | --------- |
| 1992 | 51        |
| 2001 | 34        |
| 2012 | 84        |